# رایانه خانگی
[[پرونده 
بندانگشتی|200px|چپ|یک رایانه خانگی]]

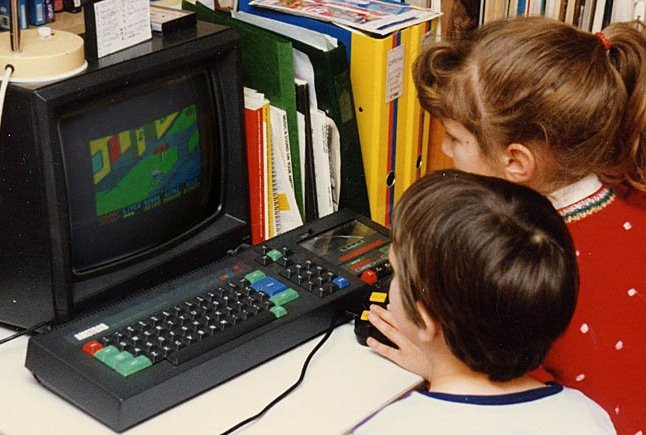
کامپیوتر های اولیه

رایانه‌ خانگی (به انگلیسی: Home computer) دسته‌ای از ریزرایانه‌ها است که از سال ۱۹۷۷ وارد بازار شده و در ۱۹۸۰ استفاده از آن‌ها رایج شد.
رایانه‌های خانگی با هدف مقرون به صرفه و قابل دسترسی بودن و همین طور برای استفاده یک کاربر غیر فنی به بازار عرضه شدند. کمودور ۶۴ یک مثال از این دسته رایانه‌هاست.